# Aspalathus araneosa
Aspalathus araneosa är en ärtväxtart som beskrevs av Carl von Linné. Aspalathus araneosa ingår i släktet Aspalathus och familjen ärtväxter. Inga underarter finns listade i Catalogue of Life.